# 41030 Mariawomack
41030 Mariawomack è un asteroide della fascia principale. Scoperto nel 1999, presenta un'orbita caratterizzata da un semiasse maggiore pari a 2,5867756 au e da un'eccentricità di 0,0625347, inclinata di 14,56797° rispetto all'eclittica.